# Азербайджан на летней Универсиаде 2021
Азербайджан на летней Универсиаде 2021, которая проходила с 28 июля по 8 августа 2023 года в китайском городе Чэнду, был представлен 87 спортсменами, что являлось рекордным показателем для страны. Знаменосцами сборной Азербайджана на церемонии открытия были легкоатлет Назим Бабаев и дзюдоистка Гюльтадж Мамедалиева.

## Медалисты
| Серебро | |                                          |           |
| №       | Спортсмены                                                                                          | Вид спорта (дисциплина)                  | Дата      |
| 1       | Рашид Мамедалиев                                                                                    | Дзюдо (до 73 кг, мужчины)                | 30 июля   |
| 2       | Зохра Агамирова                                                                                     | Художественная гимнастика (обруч)        | 31 июля   |
| 3       | Зохра Агамирова                                                                                     | Художественная гимнастика (булавы)       | 31 июля   |
| Бронза  | |                                          |           |
| №       | Спортсмены                                                                                          | Вид спорта (дисциплина)                  | Дата      |
| 1       | Лейла Алиева                                                                                        | Дзюдо (до 48 кг, женщины)                | 29 июля   |
| 2       | Яшар Наджафов                                                                                       | Дзюдо (до 66 кг, мужчины)                | 29 июля   |
| 3       | Зохра Агамирова                                                                                     | Художественная гимнастика (лента)        | 31 июля   |
| 4       | Миная Акперова                                                                                      | Тхэквондо (до 46 кг, женщины)            | 31 июля   |
| 5       | Кянан Исмайлов Рашид Мамедалиев Магеррам Имамвердиев Эльджан Гаджиев Руслан Насирли Тогрул Салманов | Дзюдо (команда, мужчины)                 | 1 августа |
| 6       | Бахман Насири                                                                                       | Академическая гребля (одиночки, мужчины) | 6 августа |

## Результаты соревнований

### Гимнастика

#### Спортивная гимнастика
Мужчины
Многоборье
| Спортсмены   | Соревнование      | Квалификация | Квалификация | Финал | Финал |
| Спортсмены   | Соревнование      | Очки         | Место        | Очки  | Место |
| ------------ | ----------------- | ------------ | ------------ | ----- | ----- |
| Иван Тихонов | личное многоборье | 79,698       | 17 Q         |       |       |

Индивидуальные упражнения
| Соревнование   | Спортсмены          | Квалификация | Квалификация | Финал                | Финал                |
| Соревнование   | Спортсмены          | Очки         | Место        | Очки                 | Место                |
| -------------- | ------------------- | ------------ | ------------ | -------------------- | -------------------- |
| Иван Тихонов   | вольные упражнения  | 13,033       | 40           | Завершил выступление | Завершил выступление |
| Иван Тихонов   | конь                | 12,700       | 33           | Завершил выступление | Завершил выступление |
| Иван Тихонов   | опорный прыжок      | 13,633       | 43           | Завершил выступление | Завершил выступление |
| Иван Тихонов   | кольца              | 13,766       | 19           | Завершил выступление | Завершил выступление |
| Иван Тихонов   | параллельные брусья | 13,166       | 33           | Завершил выступление | Завершил выступление |
| Иван Тихонов   | перекладина         | 13,400       | 24           | Завершил выступление | Завершил выступление |
| Никита Симонов | кольца              | 14,966       | 2 Q          |                      |                      |

#### Художественная гимнастика
Индивидуальные упражнения
| Соревнование | Спортсмены      | Квалификация | Квалификация | Финал                 | Финал                 |
| Соревнование | Спортсмены      | Очки         | Место        | Очки                  | Место                 |
| ------------ | --------------- | ------------ | ------------ | --------------------- | --------------------- |
| булавы       | Зохра Агамирова | 30.000       | 5 Q          | 30.850                | 2                     |
| булавы       | Илона Зейналова | 26.700       | 16           | Завершила выступление | Завершила выступление |
| обруч        | Зохра Агамирова | 32.200       | 3 Q          | 31.800                | 2                     |
| обруч        | Илона Зейналова | 27.000       | 18           | Завершила выступление | Завершила выступление |
| мяч          | Зохра Агамирова | 28.000       | 12           | Завершила выступление | Завершила выступление |
| мяч          | Илона Зейналова | 27.250       | 17           | Завершила выступление | Завершила выступление |
| лента        | Зохра Агамирова | 27.900       | 8 Q          | 29.150                | 3                     |
| лента        | Илона Зейналова | 26.650       | 11           | Завершила выступление | Завершила выступление |

### Дзюдо
Мужчины
| Категория    | Спортсмены                                                                                          | Первый раунд                          | 1/8 финала                                                                              | Четвертьфинал                                                                            | Полуфинал | Финал                                                                                                | Место                |
| Категория    | Спортсмены                                                                                          | Соперник Результат                    | Соперник Результат                                                                      | Соперник Результат                                                                       | Соперник Результат                                                                                              | Соперник Результат                                                                                   | Место                |
| ------------ | --------------------------------------------------------------------------------------------------- | ------------------------------------- | --------------------------------------------------------------------------------------- | ---------------------------------------------------------------------------------------- | --- | --- | -------------------- |
| до 60 кг     | Кянан Исмайлов                                                                                      | Диего Исмаэль де Круз (BRA) В 1s1:0s1 | Таики Накамура (JPN) П 0s2:10                                                           | Завершил выступление                                                                     | Завершил выступление                                                                                            | Завершил выступление                                                                                 | Завершил выступление |
| до 66 кг     | Яшар Наджафов                                                                                       | Муса Шабданбеков (KGZ) В 1:0s2        | Виктор ван Гервен (NED) В 10s1:0                                                        | Сунггат Жубаткан (KAZ) П 0:10s2                                                          | Утешительный турнир                                                                                             | Утешительный турнир                                                                                  | 3                    |
| до 66 кг     | Яшар Наджафов                                                                                       | Муса Шабданбеков (KGZ) В 1:0s2        | Виктор ван Гервен (NED) В 10s1:0                                                        | Сунггат Жубаткан (KAZ) П 0:10s2                                                          | Жае Йонг Ан (KOR) В 10:0s1                                                                                      | Шахбоз Саидабуроров (TJK) В 1s2:0                                                                    | 3                    |
| до 73 кг     | Рашид Мамедалиев                                                                                    | Не участвовал                         | Аитор Алонсо (ESP) В 10:0s1                                                             | Эдоардо Мелла (ITA) В 10s1:0                                                             | Уранбаяр Одгерел (MGL) В 10s2:0                                                                                 | Тацуки Ишихара (JPN) П 0s1:11s1                                                                      | 2                    |
| до 81 кг     | Магеррам Имамвердиев                                                                                | Мухаммед Коч (TUR) В 1s1:0s2          | Ээту Иханамаки (FIN) В 1:0                                                              | Шодмон Ризоев (TJK) П 0:10                                                               | Утешительный турнир                                                                                             | Утешительный турнир                                                                                  | 7                    |
| до 81 кг     | Магеррам Имамвердиев                                                                                | Мухаммед Коч (TUR) В 1s1:0s2          | Ээту Иханамаки (FIN) В 1:0                                                              | Шодмон Ризоев (TJK) П 0:10                                                               | Ланджа Арегба (FRA) П 0:1s2                                                                                     | Завершил выступление                                                                                 | 7                    |
| до 90 кг     | Эльджан Гаджиев                                                                                     | Не участвовал                         | Билиге Буэ (CHN) В 10s1:0s1                                                             | Аян Байгазы (KAZ) В 10s1:0                                                               | Роланд Гоз (HUN) П 0:10                                                                                         | За 3-е место                                                                                         | 5                    |
| до 90 кг     | Эльджан Гаджиев                                                                                     | Не участвовал                         | Билиге Буэ (CHN) В 10s1:0s1                                                             | Аян Байгазы (KAZ) В 10s1:0                                                               | Роланд Гоз (HUN) П 0:10                                                                                         | Маркус ван Дийк (NED) П 0:10s1                                                                       | 5                    |
| до 100 кг    | Руслан Насирли                                                                                      | Михал Жедржежевски (POL) В 1s1:0      | Отмане Арбауи (ALG) В 10s2:0s2                                                          | Гончигсурен Батхуяг (MGL) П 0s1:10s1                                                     | Утешительный турнир                                                                                             | Утешительный турнир                                                                                  | 7                    |
| до 100 кг    | Руслан Насирли                                                                                      | Михал Жедржежевски (POL) В 1s1:0      | Отмане Арбауи (ALG) В 10s2:0s2                                                          | Гончигсурен Батхуяг (MGL) П 0s1:10s1                                                     | Бекарис Садуакас (KAZ) П 0:10                                                                                   | Завершил выступление                                                                                 | 7                    |
| свыше 100 кг | Тогрул Салманов                                                                                     | Марвин Белц (GER) В 0:11              | Завершил выступление                                                                    | Завершил выступление                                                                     | Завершил выступление                                                                                            | Завершил выступление                                                                                 | Завершил выступление |
| команды      | Кянан Исмайлов Рашид Мамедалиев Магеррам Имамвердиев Эльджан Гаджиев Руслан Насирли Тогрул Салманов | Не участвовали                        | Конор Уекава Макс Антониу Эмиллиано Сауседо Геронимо Сауседо Ваган Гевондян (USA) В 3:1 | Д.Ж.А. Массон-Жбилу Ганс-Жорис Ахибо Ланджа Арегба Эдмон Лаборд Стефан Ливез (FRA) В 3:1 | Абдуррахим Нутфуллоев Жавохирбек Сапаров Нурбек Муртозоев Мухаммадали Тангриев Исломбек Равшанкулов (UZB) П 2:3 | За 3-е место                                                                                         | 3                    |
| команды      | Кянан Исмайлов Рашид Мамедалиев Магеррам Имамвердиев Эльджан Гаджиев Руслан Насирли Тогрул Салманов | Не участвовали                        | Конор Уекава Макс Антониу Эмиллиано Сауседо Геронимо Сауседо Ваган Гевондян (USA) В 3:1 | Д.Ж.А. Массон-Жбилу Ганс-Жорис Ахибо Ланджа Арегба Эдмон Лаборд Стефан Ливез (FRA) В 3:1 | Абдуррахим Нутфуллоев Жавохирбек Сапаров Нурбек Муртозоев Мухаммадали Тангриев Исломбек Равшанкулов (UZB) П 2:3 | Содэрден Гунджинлхам Уранбаяр Одгерел Батболд Бурган Гадэрден Церенбат Цеценценгел Одхуу (MGL) В 3:1 | 3                    |

Женщины
| Категория   | Спортсмены           | Первый раунд       | 1/8 финала                              | Четвертьфинал                 | Полуфинал                           | Финал                        | Место                 |
| Категория   | Спортсмены           | Соперник Результат | Соперник Результат                      | Соперник Результат            | Соперник Результат                  | Соперник Результат           | Место                 |
| ----------- | -------------------- | ------------------ | --------------------------------------- | ----------------------------- | ----------------------------------- | ---------------------------- | --------------------- |
| до 48 кг    | Лейла Алиева         | Не участвовала     | Хуслен Энхжаргал (MGL) В 10:0           | Ян Си (CHN) П 0s1:10          | Утешительный турнир                 | Утешительный турнир          | 3                     |
| до 48 кг    | Лейла Алиева         | Не участвовала     | Хуслен Энхжаргал (MGL) В 10:0           | Ян Си (CHN) П 0s1:10          | Мелани Виу (FRA) В 10s2:0           | Геронай Уайтбуи (SAR) В 10:0 | 3                     |
| до 52 кг    | Гюльтадж Мамедалиева | Не участвовала     | Кенья Перна (ITA) В 10:0                | Гюльхаё Джулаева (UZB) П 0:10 | Утешительный турнир                 | Утешительный турнир          | 5                     |
| до 52 кг    | Гюльтадж Мамедалиева | Не участвовала     | Кенья Перна (ITA) В 10:0                | Гюльхаё Джулаева (UZB) П 0:10 | Ноа Вайль дит Мори (FRA) В 10s2:0s1 | Анника Вурфель (GER) П 0:10  | 5                     |
| до 70 кг    | Гюнель Гасанлы       | Не участвовала     | Цзи Е (CHN) П 1s1:11                    | Завершила выступление         | Завершила выступление               | Завершила выступление        | Завершила выступление |
| свыше 78 кг | Нармин Амирли        | Не участвовала     | Миллена Рибейро да Сильва (BRA) П 0s1:1 | Завершила выступление         | Завершила выступление               | Завершила выступление        | Завершила выступление |

### Лёгкая атлетика
Мужчины
Технические дисциплины
| Дисциплина     | Спортсмен    | Квалификация | Квалификация | Финал                | Финал                |
| Дисциплина     | Спортсмен    | Результат    | Место        | Результат            | Место                |
| -------------- | ------------ | ------------ | ------------ | -------------------- | -------------------- |
| прыжки в длину | Назим Бабаев | DNS          | DNS          | Завершил выступление | Завершил выступление |

Женщины
Беговые дисциплины
| Дисциплина        | Спортсмен     | Квалификация | Квалификация | Полуфинал | Полуфинал | Финал                 | Финал                 |
| Дисциплина        | Спортсмен     | Результат    | Место        | Результат | Место     | Результат             | Место                 |
| ----------------- | ------------- | ------------ | ------------ | --------- | --------- | --------------------- | --------------------- |
| бег на 400 метров | Ламия Велиева | 55,48 с      | 13           | 54,83     | 13        | Завершила выступление | Завершила выступление |

Технические дисциплины
| Дисциплина     | Спортсмен       | Квалификация | Квалификация | Финал                 | Финал                 |
| Дисциплина     | Спортсмен       | Результат    | Место        | Результат             | Место                 |
| -------------- | --------------- | ------------ | ------------ | --------------------- | --------------------- |
| прыжки в длину | Фахрия Тагизаде | 5,78 м       | 20           | Завершила выступление | Завершила выступление |

### Тхэквондо
Мужчины
| Категория | Спортсмены       | 1/16 финала                         | 1/8 финала                   | Четвертьфинал              | Полуфинал            | Финал                | Место                |
| Категория | Спортсмены       | Соперник Результат                  | Соперник Результат           | Соперник Результат         | Соперник Результат   | Соперник Результат   | Место                |
| --------- | ---------------- | ----------------------------------- | ---------------------------- | -------------------------- | -------------------- | -------------------- | -------------------- |
| до 54 кг  | Сайяд Дадашов    | Не участвовал                       | Сиравит Махамад (THA) П 1:2  | Завершил выступление       | Завершил выступление | Завершил выступление | Завершил выступление |
| до 58 кг  | Гашим Магомедов  | Не участвовал                       | Аскар Отеген (KAZ) В 2:0     | Амирбек Тураев (UZB) П 1:2 | Не прошёл            | Не прошёл            | 5                    |
| до 63 кг  | Ханоглан Керимов | Не участвовал                       | Деррик Квак (USA) П 0:2      | Завершил выступление       | Завершил выступление | Завершил выступление | Завершил выступление |
| до 68 кг  | Яшар Мамедли     | Адам Ривас (USA) В 2:0              | Йи Юи Чиу (TPE) П 0:2        | Завершил выступление       | Завершил выступление | Завершил выступление | Завершил выступление |
| до 74 кг  | Джавад Агаев     | Наджмиддин Косимходжиев (UZB) П 0:2 | Завершил выступление         | Завершил выступление       | Завершил выступление | Завершил выступление | Завершил выступление |
| до 80 кг  | Эльтадж Гафаров  | Не участвовал                       | Массанисса Чеурф (ALG) В 2:0 | Шухрат Салаев (UZB) П 0:2  | Не прошёл            | Не прошёл            | 5                    |
| до 87 кг  | Талех Сулейманов | Не участвовал                       | Серген Джурабаз (TUR) В 2:1  | Йозип Билич (CRO) П 0:2    | Не прошёл            | Не прошёл            | 5                    |

Женщины
| Категория | Спортсмены     | 1/16 финала        | 1/8 финала                | Четвертьфинал           | Полуфинал                    | Финал              | Место |
| Категория | Спортсмены     | Соперник Результат | Соперник Результат        | Соперник Результат      | Соперник Результат           | Соперник Результат | Место |
| --------- | -------------- | ------------------ | ------------------------- | ----------------------- | ---------------------------- | ------------------ | ----- |
| до 46 кг  | Миная Акперова | Не участвовала     | Карин Леклерк (USA) В 2:0 | Миар Габаха (PLE) В 2:0 | Йинг Хсуан Хуанг (TPE) П 0:2 | Не прошла          | 3     |

### Ушу
Мужчины
| Категория | Спортсмены     | 1/8 финала                              | Четвертьфинал        | Полуфинал            | Финал                | Место                |
| Категория | Спортсмены     | Соперник Результат                      | Соперник Результат   | Соперник Результат   | Соперник Результат   | Место                |
| --------- | -------------- | --------------------------------------- | -------------------- | -------------------- | -------------------- | -------------------- |
| до 60 кг  | Парвиз Абиев   | Габриэль Педросо де Алмейда (BRA) В 2:0 | Йи Гу Ма (CHN) П WPD | Завершил выступление | Завершил выступление | Завершил выступление |
| до 70 кг  | Махар Асадзаде | Давит Варданян (ARM) П 0:2              | Завершил выступление | Завершил выступление | Завершил выступление | Завершил выступление |